# Jorge Ramírez (Fußballspieler)
Jorge Andrés Ramírez Frostte (* 25. Mai 1986 in Fray Bentos) ist ein ehemaliger uruguayischer Fußballspieler auf der Position eines Stürmers.

## Karriere

### Verein
Der 1,84 Meter große Offensivakteur entstammt der Jugendabteilung von Nacional Montevideo. Bei den Bolsos gehörte er von 2006 bis Mitte 2007 der Reservemannschaft (Formativas) an. Anschließend wurde er für anderthalb Jahre bis Ende 2008 an den Club Atlético Progreso verliehen. In der Spielzeit 2007/08 wurde er dort 23-mal in der Primera División eingesetzt und schoss fünf Tore. Für die anschließende Apertura 2008 nach dem Abstieg in die Zweitklassigkeit liegen derzeit keine Einsatzdaten vor. Bis Mitte August 2009 stand er wieder in Reihen der Reserve Nacionals. Es schloss sich ein Engagement beim Erstligisten Club Atlético Atenas an. Für das Team aus dem südosturuguayischen San Carlos bestritt er neun Erstligapartien und traf ein Mal ins gegnerische Tor. Im Januar 2010 folgte ein Wechsel zu Atenas' Ligakonkurrenten Central Español, bei dem er in der Clausura 2010 in sechs Ligaeinsätzen vier Treffer erzielte. Bereits in der zweiten Märzhälfte 2010 verließ er den Klub in Richtung des bolivianischen Vereins Oriente Petrolero. Bei der Mannschaft aus Santa Cruz de la Sierra lief er in 25 Spielen der LFPB auf und schoss zehn Tore. Sein Team gewann die Clausura 2010 und beendete die Apertura jenes Jahres als Zweitplatzierter. Zudem absolvierte er drei Begegnungen (kein Tor) der Copa Sudamericana 2010. Ab Mitte Januar 2011 setzte er seine Karriere in Honduras bei Real España fort. Zwei persönliche Torerfolge bei insgesamt zwölf Erstligaeinsätzen stehen dort für ihn zu Buche. Ende September 2011 wechselte er zurück nach Uruguay zum Club Atlético Rentistas. Bei den Montevideanern kam er zweimal (kein Tor) in der Primera División zum Einsatz. Anfang März 2012 schloss er sich dem Zweitligisten Rocha FC an. Zehnmal lief er in der Segunda División auf und schoss zwei Tore. Bereits im Juni 2012 folgte eine weitere Karrierestation, Isidro Metapán aus El Salvador war nun Ramírez’ Arbeitgeber. Für die Mittelamerikaner traf er siebenmal bei 31 Erstligaeinsätzen und kam dreimal (kein Tor) in der CONCACAF Champions League zum Einsatz. Ende Juli 2013 verpflichtete ihn der kolumbianische Verein Deportivo Pasto. In den Spielzeiten 2013, 2014 und 2015 bestritt er insgesamt 50 Partien in der Primera A und traf dabei 14-mal ins gegnerische Tor. Auch wirkte er in einer Partie (kein Tor) der Copa Sudamericana 2013 und acht Begegnungen (drei Tore) der Copa Colombia mit. Anfang Juni 2015 band er sich vertraglich an den Verein Patriotas Boyacá. Je nach Quellenlage lief er bei dem Klub aus Tunja 26 oder 25-mal in der höchsten kolumbianischen Spielklasse auf und schoss sechs Tore. Zudem bestritt er fünf Spiele (kein Tor) des nationalen Pokals. Ab Ende März 2016 stand er in Reihen von River Ecuador. Er bestritt bei den Ecuadorianern 21 Begegnungen (ein Tor) in der Primera A. Nach weiteren Stationen bei Escuela Municipal Deportivo Binacional und Alianza Atlético in Peru ging er 2020 zurück in seine uruguayische Heimat und schloss sich Sud América aus der Hauptstadt Montevideo an.

### Nationalmannschaft
Ramírez gehörte der von Jorge Da Silva trainierten U-17-Auswahl Uruguays an, die an der U-17-Südamerikameisterschaft 2003 in Bolivien teilnahm.